# Эррани, Васко
Васко Эррани (итал. Vasco Errani; род. 17 мая 1955 г.) — итальянский политический деятель. Он был одним из основателей Демократической партии (ДП), которую он покинул 22 февраля 2017 года, чтобы присоединиться к «Статье 1 — Демократическому и прогрессивному движению» — партии, основанной бывшим левым меньшинством ДП. Он был президентом Эмилии-Романьи с 1999 по 2014 год, будучи самым долговечным президентом за все время. Эррани — один из губернаторов, которые дольше всех пребывали на посту в истории Итальянской Республике.

## Биография
Васко Эррани родился 17 мая 1955 года.
Эррани начал свою политическую карьеру в Равенне в конце 1970-х годов, присоединившись к Коммунистической партии Италии (PCI), которая превратилась в Демократическую партию левых сил (PDS) в 1991 году и Левых демократов (DS) в 1998 году. В этом качестве он был муниципальным советником в Равенне с 1983 по 1995 год, когда он впервые был избран в Законодательное собрание Эмилии-Романьи и вошел в состав регионального правительства в качестве заместителя секретаря при президенте. В 1997 году назначен региональным министром туризма.

### Президент Эмилия-Романьи
3 марта 1999 года он был избран Законодательным собранием Президентом региона Эмилия-Романья.
В 2000 году, когда прошли первые прямые выборы, Эррани подавляющим большинством голосов был избран президентом с 56,5 % голосов. В 2005 году он был переизбран с уверенным перевесом 62,7 % голосов против 35,2 % его ближайшего оппонента.
В 2010 году Эррани был избран президентом в третий раз подряд, но с меньшей долей — 52,1 %. Эррани был избран президентом Конференции регионов другими президентами в 2005 году, после того как был её заместителем в 2000—2005 годах. На региональных выборах 2010 года левоцентристы потеряли большинство в Конференции, и на этот пост претендовал Роберто Формигони, давний президент Ломбардии. Однако Эррани был переизбран благодаря решительной поддержке Lega Nord.
8 июля 2014 года Эррани ушел в отставку с поста президента Эмилии-Романьи после расследования скандала в Терремерсе. С Эррани полностью сняли обвинения в июле 2016 года.

### Специальный комиссар по землетрясениям

#### Землетрясения в Эмилии в 2012 году
В мае 2012 года в Эмилии-Романье произошло два сильных землетрясения, в результате которых погибло 27 человек и был нанесен значительный ущерб. Эррани был назначен Специальным уполномоченным по реконструкции, премьер-министром Монти и главой Protezione Civile Франко Габриелли.

#### Землетрясения в Центральной Италии в 2016 году
24 августа 2016 года в Центральной Италии произошло землетрясение силой 6,2 балла по шкале моментной магнитуды. Эпицентр находился недалеко от Аккумоли, в районе границ регионов Умбрия, Лацио, Абруцци и Марке. В результате землетрясения погибло 299 человек, более 4500 остались без крова.
1 сентября премьер-министр Маттео Ренци назначил Эррани специальным уполномоченным по восстановлению.

## Проблемы с законом
Кооператив Terremerse, принадлежащий брату Васко Эррани, получил финансирование в размере одного миллиона евро на строительство фабричной фермы в регионе Эмилия-Романья. Эррани находился под следствием по обвинению в умышленном введении в заблуждение. 8 ноября 2012 года Эррани был оправдан и признан невиновным.
8 июля 2014 года Эррани был приговорен к одному году тюремного заключения Апелляционным судом вместе с региональными чиновниками Терзини и Маццотти, которые были приговорены к одному году и двум месяцам. После этого ушел в отставку с поста президента региона. 21 июня 2016 года он был окончательно оправдан Апелляционным судом Болоньи.